# Aleksandar Katai
Aleksandar Katai (en serbe en écriture cyrillique : Александар Катаи) est un footballeur international serbe né le 6 février 1991 à Srbobran en Yougoslavie (auj. en Serbie), jouant au poste d'ailier ou de milieu offensif à l'Étoile rouge de Belgrade.

## Biographie

### Carrière en club

#### Jeunesse et formation
Katai démarre le football dans les équipes jeunes du Vojvodina Novi Sad.

#### Débuts au Vojvodina (2009-2011)
Après un prêt de six mois au FK Palić (en) durant la première moitié de la saison 2009-2010, il est intégré à l'équipe première du club, faisant ses débuts en championnat le 14 mars 2010 contre le FK Čukarički et inscrivant son premier but une semaine plus tard le FK Mladi Radnik (en).

#### Olympiakos (2011-2014)
Katai s'engage avec l'Olympiakos dans le cadre d'un contrat de quatre ans le 24 juin 2011. Lors de ses premiers entraînements avec le club, son entraîneur Ernesto Valverde note qu'il ne défend pas assez et a encore besoin de s'améliorer. Il ne joue aucun match avec le club grec, étant envoyé quatre fois en prêt : d'abord à l'OFI Crète, puis deux ans au Vojvodina avant d'aller au Platanias FC et enfin à l'Étoile rouge de Belgrade.

#### Étoile rouge de Belgrade (2014-2016)
Le prêt de Katai à l'Étoile rouge pour la saison 2014-2015 est confirmé dans les dernières heures du mercato d'été de 2014, il y dispute vingt-deux matchs et inscrit deux buts. Il obtient la résiliation de son contrat avec l'Olympiakos le 18 juin 2015 et s'engage dans la foulée avec le club de Belgrade pour deux années. Il réalise une saison 2015-2016 très productive avec vingt-trois buts inscrits en trente-six matchs et remporte également le championnat de Serbie.

#### Deportivo Alavés (2016-2018)
Le 31 août 2016 est annoncé le transfert de Katai au club espagnol du Deportivo Alavés.

#### Passage en MLS
En manque de temps de jeu au cours de la saison 2017-2018 en Liga, il est prêté le 6 février 2018 au Fire de Chicago pour évoluer en Major League Soccer pour la saison 2018.
Katai rejoint le Galaxy de Los Angeles le 31 décembre 2019. En juin 2020, il est néanmoins limogé par le club à cause de propos racistes tenus par sa femme sur les réseaux sociaux, dans un contexte de tensions nationales suivant la mort de George Floyd bien que Katai présente ses excuses quelques jours après l'incident et condamne l'action de sa femme : « Ces idées ne sont pas celles que je partage et ne sont pas tolérées dans ma famille ».

#### Retour à l’Étoile rouge de Belgrade
Le 9 juillet 2020, il fait son retour à l'Étoile rouge de Belgrade, où il s'engage pour deux saisons.

### Carrière internationale
Katai dispute deux matchs avec l'équipe de Serbie espoirs. Il est convoqué avec la sélection serbe pour la première fois le 5 octobre 2015, faisant ses débuts internationaux lors d'un match amical face à la République tchèque le 13 novembre 2015.

## Statistiques
| Saison                | Club                            | Championnat           | Championnat | Championnat | Coupe(s) nationale(s) | Coupe(s) nationale(s) | Compétition(s) continentale(s) | Compétition(s) continentale(s) | Compétition(s) continentale(s) | Total | Total |
| Saison                | Club                            | Division              | M.          | B.          | M.                    | B.                    | Comp.                          | M.                             | B.                             | M.    | B.    |
| 2009-2010             | FK Palić (en) (prêt)            | Srpska Liga           | 10          | 3           | -                     | -                     | -                              | -                              | -                              | 10    | 3     |
| Sous-total            | Sous-total                      | Sous-total            | 10          | 3           | -                     | -                     | -                              | -                              | -                              | 10    | 3     |
| 2009-2010             | Vojvodina Novi Sad              | SuperLiga             | 6           | 3           | -                     | -                     | -                              | -                              | -                              | 6     | 3     |
| 2010-2011             | Vojvodina Novi Sad              | SuperLiga             | 23          | 3           | 4                     | 1                     | -                              | -                              | -                              | 27    | 4     |
| Sous-total            | Sous-total                      | Sous-total            | 29          | 6           | 4                     | 1                     | -                              | -                              | -                              | 33    | 7     |
| 2011-2012             | Olympiakos Le Pirée             | Super League          | -           | -           | -                     | -                     | C1+C3                          | -                              | -                              | 0     | 0     |
| 2011-2012             | OFI Crète (prêt)                | Super League          | 2           | 0           | -                     | -                     | -                              | -                              | -                              | 2     | 0     |
| Sous-total            | Sous-total                      | Sous-total            | 2           | 0           | -                     | -                     | -                              | -                              | -                              | 2     | 0     |
| 2011-2012             | Vojvodina Novi Sad (prêt)       | SuperLiga             | 11          | 1           | 2                     | 0                     | -                              | -                              | -                              | 13    | 1     |
| 2012-2013             | Vojvodina Novi Sad (prêt)       | SuperLiga             | 20          | 5           | 5                     | 0                     | -                              | -                              | -                              | 25    | 5     |
| Sous-total            | Sous-total                      | Sous-total            | 31          | 6           | 7                     | 0                     | -                              | -                              | -                              | 38    | 6     |
| 2013-2014             | Platanias FC (prêt)             | Super League          | 24          | 8           | 2                     | 0                     | -                              | -                              | -                              | 26    | 8     |
| Sous-total            | Sous-total                      | Sous-total            | 24          | 8           | 2                     | 0                     | -                              | -                              | -                              | 26    | 8     |
| 2014-2015             | Étoile rouge de Belgrade (prêt) | SuperLiga             | 20          | 2           | 2                     | 0                     | -                              | -                              | -                              | 22    | 2     |
| 2015-2016             | Étoile rouge de Belgrade        | SuperLiga             | 33          | 21          | 1                     | 2                     | C3                             | 2                              | 0                              | 36    | 23    |
| 2016-2017             | Étoile rouge de Belgrade        | SuperLiga             | 4           | 2           | -                     | -                     | C1+C3                          | 4+2                            | 3+1                            | 10    | 6     |
| Sous-total            | Sous-total                      | Sous-total            | 57          | 25          | 3                     | 2                     | -                              | 8                              | 4                              | 68    | 31    |
| 2016-2017             | Deportivo Alavés                | La Liga               | 20          | 3           | 6                     | 0                     | -                              | -                              | -                              | 26    | 3     |
| 2017-2018             | Deportivo Alavés                | La Liga               | 3           | 0           | 1                     | 0                     | -                              | -                              | -                              | 4     | 0     |
| 2018                  | Chicago Fire (prêt)             | MLS                   | 18          | 8           | 2                     | 0                     | -                              | -                              | -                              | 20    | 8     |
| 2018                  | Chicago Fire                    | MLS                   | 15          | 4           | 2                     | 1                     | -                              | -                              | -                              | 17    | 5     |
| 2019                  | Chicago Fire                    | MLS                   | 29          | 6           | 0                     | 0                     | -                              | -                              | -                              | 29    | 6     |
| 2020                  | LA Galaxy                       | MLS                   | 2           | 0           | 0                     | 0                     | -                              | -                              | -                              | 2     | 0     |
| Total sur la carrière | Total sur la carrière           | Total sur la carrière | 240         | 69          | 23                    | 3                     | -                              | 8                              | 4                              | 271   | 76    |

## Palmarès

### En club
Étoile rouge de Belgrade
- Champion de Serbie en 2016, 2021 et 2022.
- Vainqueur de la Coupe de Serbie en 2021 et 2022.

 Deportivo Alavés
- Finaliste de la Coupe d'Espagne en 2017.

### Distinctions individuelles
- Meilleur buteur du championnat de Serbie en 2016 (21 buts, avec l'étoile rouge de Belgrade)